# Emotet
Emotet est un logiciel malveillant de type cheval de Troie. Destiné à l'origine à dérober des informations bancaires, ses nuisances se sont ensuite diversifiées. Il était distribué principalement via des campagnes de phishing (hameçonnage).
Il a fait l'objet d'un bulletin d'alerte du CERT-FR en 2020. Détecté en 2014, il était alors un cheval de Troie bancaire. À partir de 2017, il est devenu plus redoutable car il s'est mis à servir à la diffusion d'autres logiciels malveillants, tel que TrickBot, lui-même vecteur de rançongiciels. En outre, c'est un logiciel de type polymorphe, ce qui lui permet de changer sa signature et d'échapper aux outils de sécurité. Le botnet était composé de trois groupes d'ordinateurs baptisés Epoch 1, 2 et 3, et traqués par un groupe de chercheurs en cybersécurité nommé Cryptolaemus. Emotet a infecté 1,6 million d'ordinateurs dans le monde.
Le 27 janvier 2021, Europol a annoncé avoir neutralisé le réseau (botnet) servant à la diffusion d'Emotet. L'alerte du CERT-FR a en conséquence été clôturée le 9 février 2021. 
Cependant, en novembre 2021, après seulement 10 mois d'inactivité, une nouvelle version d'Emotet aurait été identifiée. Le CERT-FR observe une recrudescence des attaques notamment en France depuis le mois de juillet 2021,. Par la suite, de nouvelles campagnes de phishing prouvent que le réseau malveillant n'est pas neutralisé.